# 第133飛行隊 (イスラエル空軍)
イスラエル空軍 第133飛行隊（133 Squadron） は、イスラエル航空宇宙軍の飛行隊である。別名として、ナイツ・オブ・ザ・ツインテイル（The Knights of The Twin Tail Squadron）とも呼ばれる。もっと短く、ツインテイル飛行隊（The Twin Tail Squadron）などと呼ばれる例も見られる

## 歴史
第133飛行隊は、1976年に、当時アメリカ合衆国で開発された最新鋭機であるF-15A/B Baz防空戦闘機を運用するための飛行隊として、テルノフ空軍基地に編成された。1976年12月に、原型機を改修した最初の4機のF-15Aが第133飛行隊に先行配備された（ピースフォックスI）。1977年後半から1978年にかけて、更に19機のF-15Aと2機の複座型F-15Bが追加配備された（ピースフォックスII）。
1978年にイスラエル国防軍はレバノン南部のPLO支配地域（ファタハ・ランド）を攻撃するためリタニ作戦を実施し、この作戦の支援（戦闘空中哨戒）の為、第133飛行隊のF-15Aが出撃したが、この作戦時には空中戦は発生しなかった。
1979年6月27日、レバノン南部のPLO拠点の攻撃に向かったF-4Eクルナス、A-4スカイホークの要撃に現れたシリア軍のMiG-218機と交戦し、4機を撃墜した。これは、世界初のF-15戦闘機による空対空戦闘での戦果であった。1980年末までに、更に7機のMiG-21がレバノンで撃墜された。1981年2月13日には、第133飛行隊の隊長機により、シリア軍のMiG-25が撃墜された。
1981年6月7日にはイラクが建設中の原子炉に対する攻撃作戦（バビロン作戦）が行われ、爆撃を行う第110飛行隊、第117飛行隊のF-16A 計8機の護衛として、第133飛行隊のF-15A 6機が共に出撃した。この作戦では、イラク軍やサウジアラビア軍による妨害や反撃はほとんど行われなかったため、F-15の交戦は発生しなかった。
1981年8月になると、新型のF-15C 9機と、F-15D 6機がイスラエル軍に引き渡された（ピースフォックスIII）。これらの機体は、一旦第133飛行隊に配備されたが、1982年6月になって、第一次中東戦争後に第103飛行隊に吸収されて消滅していた第106飛行隊がテルノフ空軍基地で再編成され、F-15C/Dを装備する飛行隊となったため、第133飛行隊の装備からは外れる事になった。ただ、第106飛行隊の再編成と同じ日にガリラヤの平和作戦が勃発したため、実際の再編は作戦終了後であった。ガリラヤの平和作戦の期間中、第133飛行隊のF-15は30機以上のシリア空軍機を撃墜した。1979年から1982年にかけてのシリア軍との度重なる交戦により、第133飛行隊の多くのF-15には2機から4機程度のキルマークが書き込まれる事となった。一方、F-15の損失は皆無であった。
1980年代後半には、第133飛行隊のF-15A/Bに対し、MSIP改修が行われ、第106飛行隊のF-15C/D相当の機体となった。1995年以降には第二段階の近代化改修（バズ2000、あるいはバズ・メショパーと呼ばれる）が実施され、イスラエル国産のダービー、パイソン4空対空ミサイル運用能力などが付加された。
2015年までに、イスラエル空軍では合計71機のF-15A/BおよびC/Dを配備したが、それらは全て、第133飛行隊（F-15A/B）と第106飛行隊（F-15C/D）に集中配備されている。第133飛行隊のF-15A/Bは、垂直尾翼内側の上部に黒い帯が描かれ、そこに鷲のキャラクターが描かれている。（第106飛行隊のF-15C/Dは、垂直尾翼内側に赤い２本の線が描かれている。）また、2000年代頃から、いずれの飛行隊でも、垂直尾翼外側に線画の鷲のイラストが描かれるようになっている。